# Саутсайд (Сэнт-Томас, Виргинские Острова)
Саутсайд — один из семи административных подрайонов на острове Сент-Томас, Американские Виргинские острова.
По данным переписи населения США 2010 года численность населения Саутсайда составляет 5411 человек, что на 56 человек меньше по сравнению с данными переписи 2000 года. В состав Саутсайда входят следующие населенные пункты: Хейвенсайт, Белвью, Рафун, Хоффман, Болонгои Бовони.
Отели и курорты в этом регионе выходят на спокойное Карибское море, а не на Атлантический океан на северной стороне острова. Море и погода в этом регионе, как правило, остаются спокойными по сравнению с северной частью Сент-Томаса.
Среди наиболее известных отелей в Саутсайде выделяются: Marriott Frenchman’s Reef, Bluebeard’s Beach Club и Bolongo Bay Beach Resort.
Наиболее популярные пляжи Саутсайда: Пляж Синей Бороды, Пляж Морнингстар и Пляж в заливе Болонго.
Самый популярный ресторан Саутсайда — Iggies Beach Bar в заливе Болонго.